# Viola Lawrence
Viola Lawrence, nata Lilian Viola Mallory (Brooklyn, 2 dicembre 1894 – Los Angeles, 20 novembre 1973), è stata una montatrice statunitense che usò talvolta anche il nome Viola Mallory.
Ricordata come la prima montatrice donna a Hollywood, iniziò la sua carriera a New York per la Vitagraph. Ottenne due candidature agli Oscar, nel 1958 e nel 1961.

## Filmografia parziale
- Within the Law, regia di William P.S. Earle (1917)
- An Alabaster Box, regia di Chester Withey (1917)
- The Heart of Humanity, regia di Allen Holubar (1918)
- Loot, regia di William C. Dowlan (1919)
- L'eterno triangolo (His Divorced Wife), regia di Douglas Gerrard (1919)
- Mariti ciechi (Blind Husbands), regia di Erich von Stroheim (1919)
- Vergine d'Oriente (The Virgin of Stamboul), regia di Tod Browning (1920)
- Once to Every Woman
- Man-Woman-Marriage, regia di Allen Holubar (1921)
- The Belle of Broadway, regia di Harry O. Hoyt (1926)
- Fiore del deserto (The Winning of Barbara Worth), regia di Henry King (1926)
- La danzatrice degli dei (The Devil Dancer), regia di Fred Niblo (1927)
- Vigilia d'amore (Two Lovers), regia di Fred Niblo (1928)
- Il risveglio (The Awakening), regia di Victor Fleming (1928)
- Cercasi avventura (Bulldog Drummond), regia di F. Richard Jones (1929)
- Nuovo mondo (This Is Heaven), regia di Alfred Santell (1929
- Che tipo di vedova! (What a Widow!), regia di Allan Dwan e, non accreditati, Dudley Murphy e James Seymour (1930)
- The Pagan Lady, regia di John Francis Dillon (1931)
- La regina Kelly (Queen Kelly), regia di Erich von Stroheim (1932)
- Men Are Such Fools
- Sailor Be Good, regia di James Cruze (1933)
- Vicino alle stelle (Man's Castle), regia di Frank Borzage (1933)
- I ragazzi della via Paal (No Greater Glory), regia di Frank Borzage (1934)
- Vigliaccheria (Whom the Gods Destroy), regia di Walter Lang (1934)
- The Party's Over, regia di Walter Lang (1934)
- La donna che amo (Lady by Choice), regia di David Burton (1934)
- La moglie di Craig (Craig's Wife), regia di Dorothy Arzner (1936)
- Tokyo Joe, regia di Stuart Heisler (1949)
- I bassifondi di San Francisco (Knock on Any Door), regia di Nicholas Ray (1949)
- Pal Joey, regia di George Sidney (1957)
- Chi era quella signora? (Who Was That Lady?), regia di George Sidney (1960)
- Pepe, regia di George Sidney (1960)